# قانون مالیات از مسکن خالی
این طرح به‌عنوان یکی از راه‌های مبارزه با احتکار مسکن و کاهش قیمت آن مطرح شده‌است که طبق آن از خانه‌هایی که بیش از یک سال خالی مانده باشند، مالیات بیشتری اخذ می‌شود.

## نظر موافقان
موافقان اخذ مالیات از خانه‌های خالی، این اقدام را ابزاری کنترلی می‌دانند که با اجرای آن، احتکار از بازار مسکن به‌عنوان یک کالای سرمایه‌ای رخت بربسته، تورم ناشی از گرانی اجاره و خرید و فروش مسکن مهار شده، عرضه مسکن افزایش یافته و به عاملی برای افزایش درآمد دولت از محل مالیات‌های مستقیم مبدل می‌شود.

## نظر مخالفان
مخالفان این طرح عقیده دارند که دولت در شناسایی کامل مسکن‌های خالی از سکنه توفیق چندانی نداشته و شناسایی آن‌ها برای دولت هزینه سنگینی به دنبال دارد. مخالفان این طرح برای اثبات ادعای خود به تجربه ناموفق دولت برای اعلام شماره تماسی در شناسایی خانه‌های خالی از سکنه از سوی شهروندان اشاره می‌کنند و آن را طرحی شکست خورده می‌دانند.
دلیل دیگر مخالفان، شوک ناشی از اعلام دریافت مالیات از خانه‌های خالی ازسکنه به بازار است، آنان معتقدند این امر نه فقط سبب افزایش قیمت مسکن در سطحی وسیع می‌شود، بلکه افت اشتغال و سردرگمی در صنعت ساختمان را نیز به همراه دارد.

## اقدامات
مهم‌ترین اقدامی که در چند سال اخیر برای قانونمند کردن اخذ مالیات از خانه‌های خالی از سکنه برداشته شد به سال ۸۶ بازمی‌گردد که در آن نمایندگان مجلس با هدف کاهش قیمت مسکن و اجاره‌بها، طرحی را با عنوان «واگذاری زمین و وضع مالیات برخانه‌های خالی» با قید یک فوریت و در سه ماده تقدیم مجلس کردند اما در آن زمان این طرح با مخالفت شدید نمایندگان مواجه شد و هیچ‌گاه از سد تصویب مجلس عبور نکرد.

## نحوهٔ اخذ
نمایندگان با تصویب ماده ۵۴ لایحه اصلاح قانون مالیات‌های مستقیم، نحوه تعیین مالیات واحدهای خالی مسکونی را مشخص کردند. بر این اساس مقرر شد واحدهای مسکونی واقع در شهرهای با جمعیت بیش از یکصد هزار نفر که به استناد سامانه ملی املاک و اسکان به عنوان واحد خالی شناسایی می‌شوند، از سال دوم به بعد مشمول مالیات بر اجاره شوند. این مصوبه می‌افزاید: در سال دوم، یک دوم مالیات متعلقه، در سال سوم، برابر مالیات متعلقه و سال چهارم به بعد، یک و نیم برابر مالیات متعلقه، مالیات مشمول واحدهای خالی مسکونی خواهد شد.
براساس قانون مالیات بر خانه‌های خالی، اگر ملکی از سال دوم خالی باشد مالک باید ۵۰ درصد مالیات مشخص شده را بپردازد. این میزان در سال سوم معادل ۱۰۰ درصد و در سال چهارم برابر ۱۵۰ درصد مالیات اجاره خواهد بود. همچنین در زمینهٔ تعیین ارزش معامله‌های ملکی و مالیات بندی، بازنگری‌هایی صورت گرفته به شکلی که این مالیات پس از ۱۰ سال به ۲۰ درصد میانگین قیمت روز املاک می‌رسد.